# 赵武灵王
赵武靈王（前356年—前295年），嬴姓，赵氏，名雍，中国战国中后期赵国的君主。死后谥号武灵。
生於趙成侯十九年（前356年），在位共27年（前326至前299年），推行“胡服骑射”政策，赵国因而得以强盛，灭中山国，败林胡、楼烦二族，辟雲中、雁门、代三郡，并修筑“赵长城”。
武灵王禪讓王位予赵惠文王，自己退居幕後，號稱「主父」。因為儲君廢立問題，在趙惠文王四年（前295年）的沙丘之乱中被幽禁而饿死。赵侯称王，自武灵王谥号始，但惠文王称王于前299年，在武灵王死之前。

## 生平经历

### 早年
赵雍生于前356年。前326年，赵肃侯卒，子武灵王即位，时30岁。武灵王元年（前325年），以阳文君赵豹为相，魏惠王与太子嗣和韩宣王与太子仓来信宫朝贺。时武灵王年少，未能处理政事，设博闻师三人，左右司过三人。等到能处理政事（二年或元年底），向先王重臣肥义问政，增加他的俸禄。對国内年过八十的老人，每月送老人年金。三年（前323年），在鄗筑城（趙與中山國的南疆交界處，今河北高邑）。四年（前322年），与韩会于区鼠。五年（前321年），娶韩女为夫人。三年時，三晉與燕國、中山國等五國的國君互相稱王，武靈王也參加稱王活動，成為首任趙王。八年（前318年），趙國參加五國聯軍伐秦之役，聯軍打了敗仗，武灵王说：「没有王的实力，怎么敢窃取王的名号？」下令取消王號，命国人称自己为“君”。
武灵王即位之初，对外作战屡次战败，北方又受少数民族威胁，赵国处境危险。

### 胡服骑射

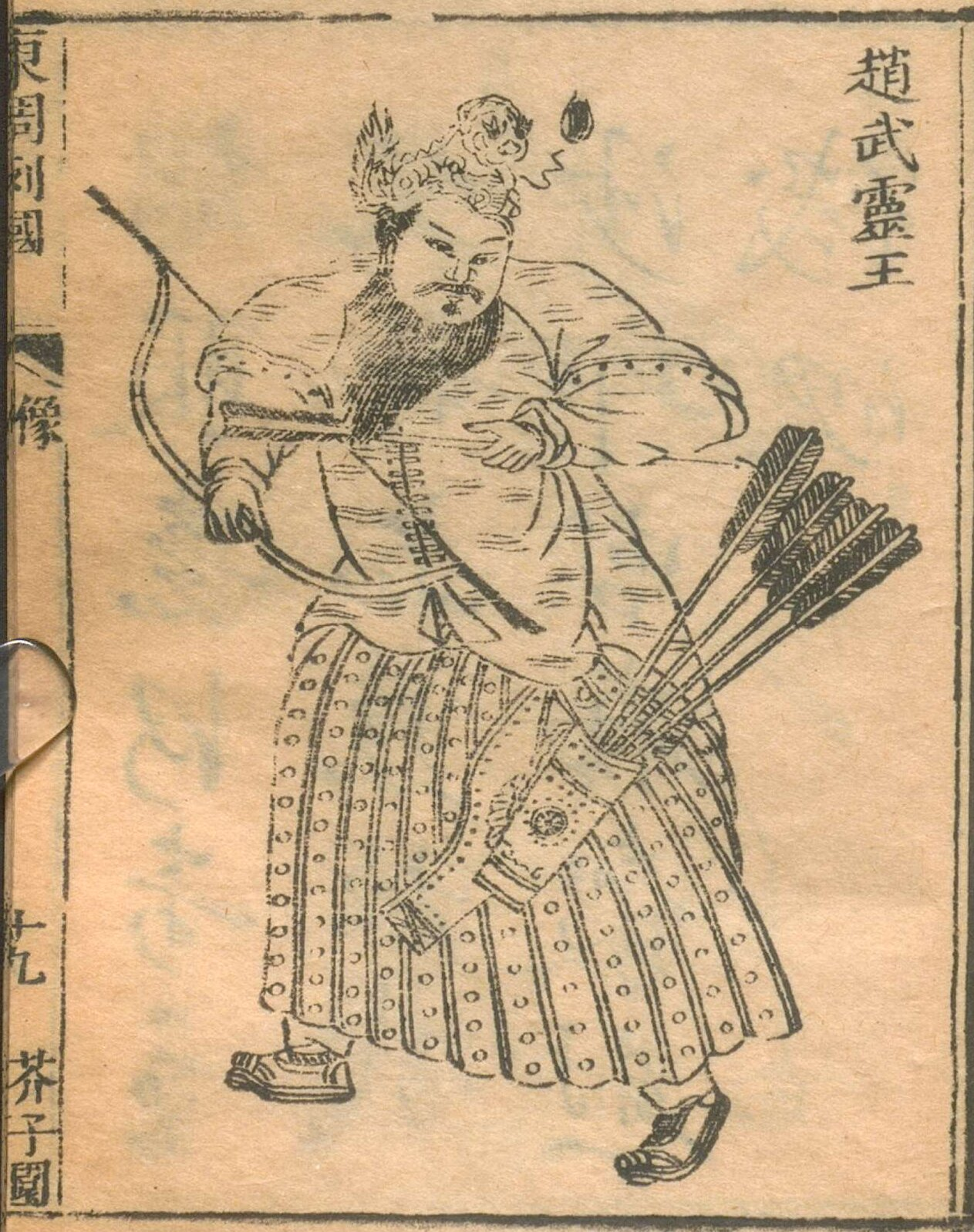
趙武靈王

十九年（前307年）月，武灵王招肥义谈论天下大事，（史記是這麼說的，實際的情形，可能是召集肥義及以下官員，舉行軍事會議。）谈了5天才结束。會後，武灵王带领军队进攻中山國，到达中山國南境的邊防城市：房子（今河北高邑县西南），第一戰就吃敗仗，只好退兵。武靈王親率臣下考察邊境，沿著中山與趙國的邊境到達代（今河北蔚县），北到“无穷之门”（位于今河北张北县），西到黄華 （可能是黃河邊的山丘）。考察回來後召见楼缓谋划，说：「先王趁世事变化，做这里的主人，依靠漳水、滏水的天险，修筑长城，攻取蔺、郭浪，在荏打败林胡，但功业还没完成。现在中山在我国中间，北有燕，东有东胡，西有林胡、楼烦和秦、韩的边境。如果没有强大的兵力救援，就要亡国，怎么办？要有高于世俗的功名，一定会受到背离习俗的拖累。我想要全國軍民都改穿作戰與工作方便的胡服。」楼缓说：「好，臣支持大王的決定。」但群臣都不想改穿野蠻人的服裝。武靈王再與重臣肥義討論，肥義也支持武靈王的構想。
武灵王想让德高望重的叔叔公子成带头穿胡服，为群臣榜样。公子成反对，称病不朝。武灵王亲自前往公子成家劝说：「衣服，是用来便于使用的。礼仪，是用来便于行事的。剪发紋身，衣襟左衽，是越人的风俗。把牙齒染黑，額頭刺青，不戴帽子，针线粗拙，是吴国的风俗。虽然礼仪衣服不一样，但一样便利。乡情不一样，风俗就变了。事情不一样，礼仪就变了。所以这不是圣贤可以統一的。以前中山依靠齐国的强大兵力，围攻鄗（今河北省柏鄉縣以北），鄗几乎失守。先王以之为耻，這個怨仇还没报。 上党（今山西省東南部）附近的地形險惡，沒有大量輕捷的騎兵，是沒有辦法防守的，穿上胡服的步兵戰力提高，還可以报中山于我国的怨仇。如果叔父只泥拘於世俗禮儀及服裝規範，而違背祖先趙簡子與趙襄子的開疆闢土宏願，忘卻鄗城被圍的恥辱，我真的很失望。」公子成被说服，立即穿上武灵王赐的胡服。于是武灵王第二天就发布胡服騎射的命令。大臣們還是紛紛反對，武靈王一一加以說服。
二十年（前306年）趙國在實行「胡服騎射」改革一年後，再度進攻中山國，這一次表現好多了，一直打到寧葭（今河北省石家莊市西北），中山的中心地區。趙軍深入敵境之後還是吃敗仗，中山軍反攻，趕走入侵者，還奪取趙國的鄗城。僅只一年，胡服騎射的優點已經顯現出來了。另一路軍隊向西进攻胡地，倒很順利的到达榆中，打敗林胡王，林胡王献马求和。武靈王知道中山很頑強，如果別的諸侯國來干涉，趙國就無法獨吞中山。回来后，立即展開外交攻勢，派楼缓出使秦，仇液出使韩，王贲出使楚國，富丁出使魏，赵爵出使齐。派代相赵固管理胡地，在那里招幕胡人從军。
二十一年（前305年），再进攻中山。赵袑为右军，许钧为左军，公子章为中军，由南向北進攻，武灵王统一指挥。牛翦带领骑兵，赵希带领胡、代的军队從西方的井陘關出擊。牛翦與赵希穿过山谷，在曲阳（今河北省曲陽縣）会师，攻下丹丘（曲陽縣西北）、华阳（恆山）、鸱之塞（又名鴻上塞，在恆山。）。武灵王率军攻下鄗、石邑（今河北省元氏縣北）、封龙（今河北省元氏縣西北）、东垣（今河北省正定縣南）。鄗是趙國領土，武靈王三年才大修城防，大約在去年或前年，中山反攻得勝時落入中山手中，今年又被趙國奪回來了。胡服騎射兩年後，趙國終於首次擊敗中山，中山献四城求和，武灵王答应，退兵。之后，趙國又數度进攻中山，都是以中山割地求和收場。二十六年（前300年），再次进攻中山，這一次，趙國決定要消滅中山國，出動大軍連續進攻五年，前296年終於消滅中山國，另立一位傀儡中山王，次年又把傀儡取消，中山國徹底消滅。
在進攻中山時，還繼續攻伐北方及西方的胡人部落，领土向北扩大到燕、代，向西扩大到云中（今内蒙古呼和浩特托克托县）、九原，并从今天的河北张家口到内蒙古巴彦淖尔盟五原县修筑“赵长城”。前297年，趙主父巡視新領土時碰到樓煩王，樓煩王不想打仗也不想逃跑，他向趙主父投降，把軍隊交給趙主父收編，樓煩人成了趙國人。
赵武灵王北击三胡后，匈奴曾一度沦为赵国的附属国，对此太史公司马迁有言“武灵王以区区赵服单于”，当指匈奴。直到战国末年，赵将李牧一战大破杀匈奴骑兵十余万，匈奴不敢近赵边境达十余年。

### 传位太子

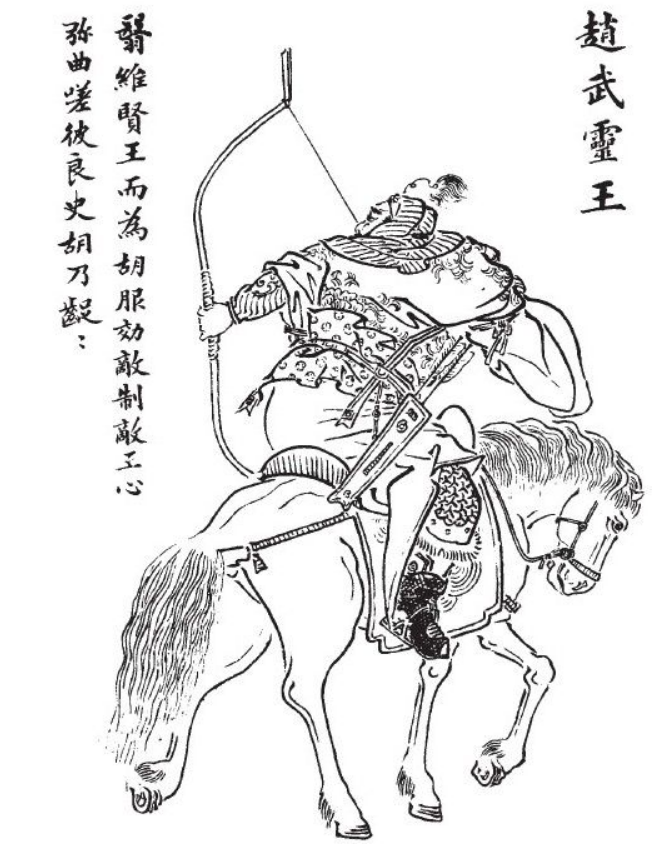
小说《东周列国志》中的赵武灵王绣像

二十八年五月初一戊申（前298年4月7日），武灵王禪讓太子赵何。赵何本為公子，武靈王因寵幸其母吳娃，立其為太子，罷免了原太子章為安陽君。
新王到太庙行完礼仪后，出来上朝。大夫都作为新王的臣子，肥义为相国，并任新王的王师。赵何是为赵惠文王。惠文王是吳孟姚的儿子。武灵王自号主父。
主父想让惠文王主管內政，主父自己主管军事，并设想从率领骑兵绕道云中、九原，南渡黄河，进入河南，直接向南奇袭秦国都城咸阳。于是他亲自乔装成使者进入秦国。秦昭襄王在大殿上宴请赵国使团时，觉得他样子奇伟英武，不像臣下的气度，感到奇怪。宴后，他派人前往使馆调查，才知道那是赵国主父，但此时主父已经出函谷关回国去了。得知这个消息，秦人非常震惊。主父之所以要进入秦国，是要亲自勘察地形，观察秦人的风貌习俗，以及秦昭襄王的为人。

### 沙丘之乱
惠文王三年（前296年），主父攻灭中山，迁中山王到肤施。归来庆功时，封原本的太子公子章为安阳君，派田不礼为相辅佐。肥义认为赵章驕傲、田不礼奸詐，两人在一起一定会作乱，于是对高信说：「如果有人召见大王的话，一定让我走在前面。」惠文王四年（前295年）群臣朝见惠文王，主父在一旁观看，看见公子章面对弟弟禮拜称臣，心中怜悯，想把趙國一分为二，让公子章作代王。但这个决定没有做出就被中止了。
主父和惠文王出游沙丘，各居一宮。赵章和田不礼诈用主父的命令召惠文王，欲謀殺惠文王。肥义先去，被公子章所杀。高信和惠文王与赵章作战。公子成和李兑从国都邯鄲赶来平乱，击败公子章，杀田不礼。赵章逃到主父宫中，主父接纳了他。公子成和李兑包围了主父宫，杀死赵章。公子成和李兑商量：「因为公子章的缘故而围攻主父，休兵的话，一定会遭到主父报复。」于是继续围困，对宫中人说：「晚出来的人，灭族！」宫中的僕役都逃了出来。主父逃不出来，又找不到食物，把树上的小鸟都掏出来吃了，过了三个月左右在宫中饿死。
赵雍谥号武灵王，葬于蔚州灵丘（山西靈丘）东三十里。东汉蔡邕在《独断》中解释：「尅定祸乱曰武，乱而不损曰灵」。

## 评价
楚怀王逃出秦国，经赵，赵不敢受，送还秦国，时人皆认为是赵武灵王退位，新登基的赵惠文王年幼无能的缘故（时年11岁）。当时的赵武灵王身在代郡尚未回到邯郸，不能参与决策。对于楚怀王的安排应该是相国兼太傅的肥义作出的决策。
反对者的看法是：从楚怀王事件后赵国的行动来看，赵武灵王的策略是先压制、拉拢西北的楼烦、林胡等游牧民族，接着剿灭赵国境内的心腹之患中山国，然后才会考虑进攻秦国。（此外，楚国于公元前306年吞并越国成为超级大国，进入全盛时期，并直接通过军事力量同时打击韩、魏、秦、齐四国，虽然从地缘上不会直接威胁赵国，但赵武灵王显然不希望在将来遇上这样一个强敌，因此暗中削弱楚国。）如果收纳楚怀王，无疑会招致秦国的打击报复，打乱赵武灵王的计划；又放虎归山，楚怀王归国后楚国可能变得更加强大。所以肥义的决策是符合赵国利益与赵武灵王的策略的，无可非议。
支持者的看法是：实际上当时唯一可以遏制秦国扩张的唯有楚国。即使实现如上赵武灵王的计划，赵国依然不能同秦国抗衡，而最终会被消灭。虽然赵国送还楚怀王给秦国，避免了秦国的进攻借口，但是这样的处理方式实际上帮助了秦国。因为楚国之后继续内乱，国力持续削弱，秦国可以从容对付其余六国而毫无顾忌，最终按照计划消灭了六国。尽管送还楚怀王回楚，可能招致秦国的攻击。但是有楚国的存在和背后可能实施的攻击，秦国并不敢长期对赵作战，因此也很可能并不对赵用兵。因此，赵国的做法是短视的，也是一个致命的错误，加速了自己被灭亡的进度。因为没有了强大楚国的制约，秦灭六国只是个时间问题。
梁启超认为赵武灵王是黄帝以后的第一伟人，因为他和秦始皇、汉武帝、唐太宗、明成祖一样，是少数可以取得对北方游牧民族战争胜利的人之一。1903年，梁启超发表《黄帝以后的第一伟人——赵武灵王传》。
历史学家翦伯赞有《登大青山访赵长城遗址》一诗：「骑射胡服捍北疆，英雄不愧武灵王。邯郸歌舞终消歇，河曲风光旧莽苍。望断云中无鹄起，飞来天外有鹰扬。两千几百年前事，只剩蓬蒿伴土墙。」
朝鮮正祖與李光憲論：「『武靈王之變服騎射，以報中山之怨，儘亦非庸主所及。然棄中國之法，從夷狄之習，遂使先王之制變，而爲伊川之被髮，一時之功，能敵後人之議歟。公子成所執固正，而卒乃聽命，此亦可謂權時以濟事者歟。世稱三代以上，皆用車戰，至武靈王始習騎射，然則武靈王之前，中國無騎射之法歟。』幼學李光憲對。『武靈之廢衣裳而刱胡服，廢車戰而刱騎射，在其時則固可謂能知合變，而其爲萬世無窮之弊則罪不可恕矣。公子成之持論不根，均之爲失，何足道哉。三代之制，皆用車戰，則武靈之前，未聞有騎射之制矣。』」（󰡔弘齋全書󰡕 卷110, 經史講義 47, 綱目）

## 家庭成员

### 父親
- 趙肅侯趙語

### 妻妾
- 韓夫人（韓國的姬姓王族）
- 趙惠后吳孟姚

### 子女
- 趙章（長子，代安陽君），韓夫人之子
- 公主，赵惠文王胞姐，趙惠后吴娃之女，前286年（赵惠文王十三年）去世[2]
- 趙惠文王趙何，趙惠后吴娃之子
- 趙豹，趙惠后吴娃之子
- 平原君趙勝

## 在位紀年
|      | 元年    | 2年     | 3年     | 4年     | 5年     | 6年     | 7年     | 8年     | 9年     | 10年    |
| 西元 | 前325年 | 前324年 | 前323年 | 前322年 | 前321年 | 前320年 | 前319年 | 前318年 | 前317年 | 前316年 |
| 干支 | 丙申    | 丁酉    | 戊戌    | 己亥    | 庚子    | 辛丑    | 壬寅    | 癸卯    | 甲辰    | 乙巳    |
|      | 11年    | 12年    | 13年    | 14年    | 15年    | 16年    | 17年    | 18年    | 19年    | 20年    |
| 西元 | 前315年 | 前314年 | 前313年 | 前312年 | 前311年 | 前310年 | 前309年 | 前308年 | 前307年 | 前306年 |
| 干支 | 丙午    | 丁未    | 戊申    | 己酉    | 庚戌    | 辛亥    | 壬子    | 癸丑    | 甲寅    | 乙卯    |
|      | 21年    | 22年    | 23年    | 24年    | 25年    | 26年    | 27年    | 28年    |         |         |
| 西元 | 前305年 | 前304年 | 前303年 | 前302年 | 前301年 | 前300年 | 前299年 | 前298年 |         |         |
| 干支 | 丙辰    | 丁巳    | 戊午    | 己未    | 庚申    | 辛酉    | 壬戌    | 癸亥    |         |         |

## 人物纪念

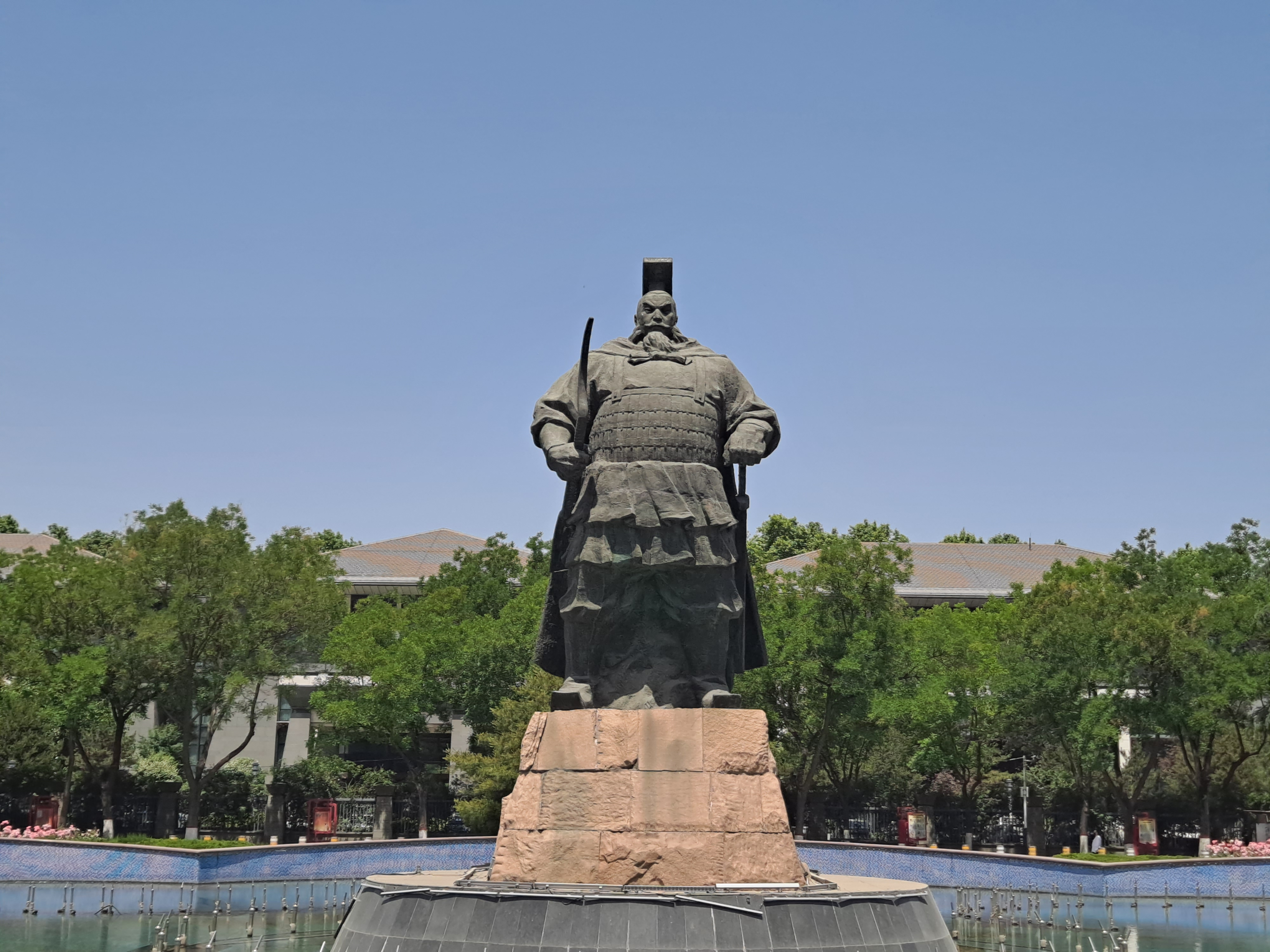
邯郸市丛台广场中的赵武灵王铜像。

由于赵武灵王的历史功绩，中国各地都有他的塑像和命名的街道、公园等，例如在在河北邯郸市丛台广场中心就有一座他的铜像。

## 影视形象

### 電視劇
| 年份 | 劇名               | 演員   | 剧中称谓 |
| ---- | ------------------ | ------ | -------- |
| 1997 | 《東周列國戰國篇》 | 李洪涛 | 赵武灵王 |
| 2012 | 《大秦帝国之纵横》 | 刘天佐 | 赵武灵王 |
| 2019 | 《风云战国之列国》 | 于荣光 | 赵武灵王 |